# إد بينيت
إد بينيت (بالإنجليزية: Ed Bennett) هو ملحن أيرلندي، ولد في 15 مارس 1975 في بلفاست في المملكة المتحدة.

## وصلات خارجية
- الموقع الرسمي
- إد بينيت على موقع ميوزك برينز (الإنجليزية)